# Arçonnay
Arçonnay est une commune française, située dans le département de la Sarthe en région Pays de la Loire, peuplée de 1 897 habitants.
La commune fait partie de la province historique du Maine.

## Géographie
Commune méridionale de l'agglomération d'Alençon, Arçonnay est située en bordure de la D 338, principal moteur de son développement dans la seconde moitié du XXe siècle. Il s'agit d'une commune périurbaine, comprenant des lotissements pavillonnaires et une zone d'activité commerciale en plein essor depuis les années 1990.
La commune est desservie par le réseau de bus Alto. Ce réseau fait partie des Transports urbains de la communauté urbaine d'Alençon. Arçonnay fait partie des lignes 1, Iténéo 3, Iténéo Acces, Domino 1, 2, 3 et 4.
| Héloup (61) | Saint-Germain-du-Corbéis (61), Alençon (61) | Saint-Paterne             |
| Héloup (61) | Arçonnay                                    | Saint-Paterne, Champfleur |
| Héloup (61) | Bérus                                       | Champfleur                |

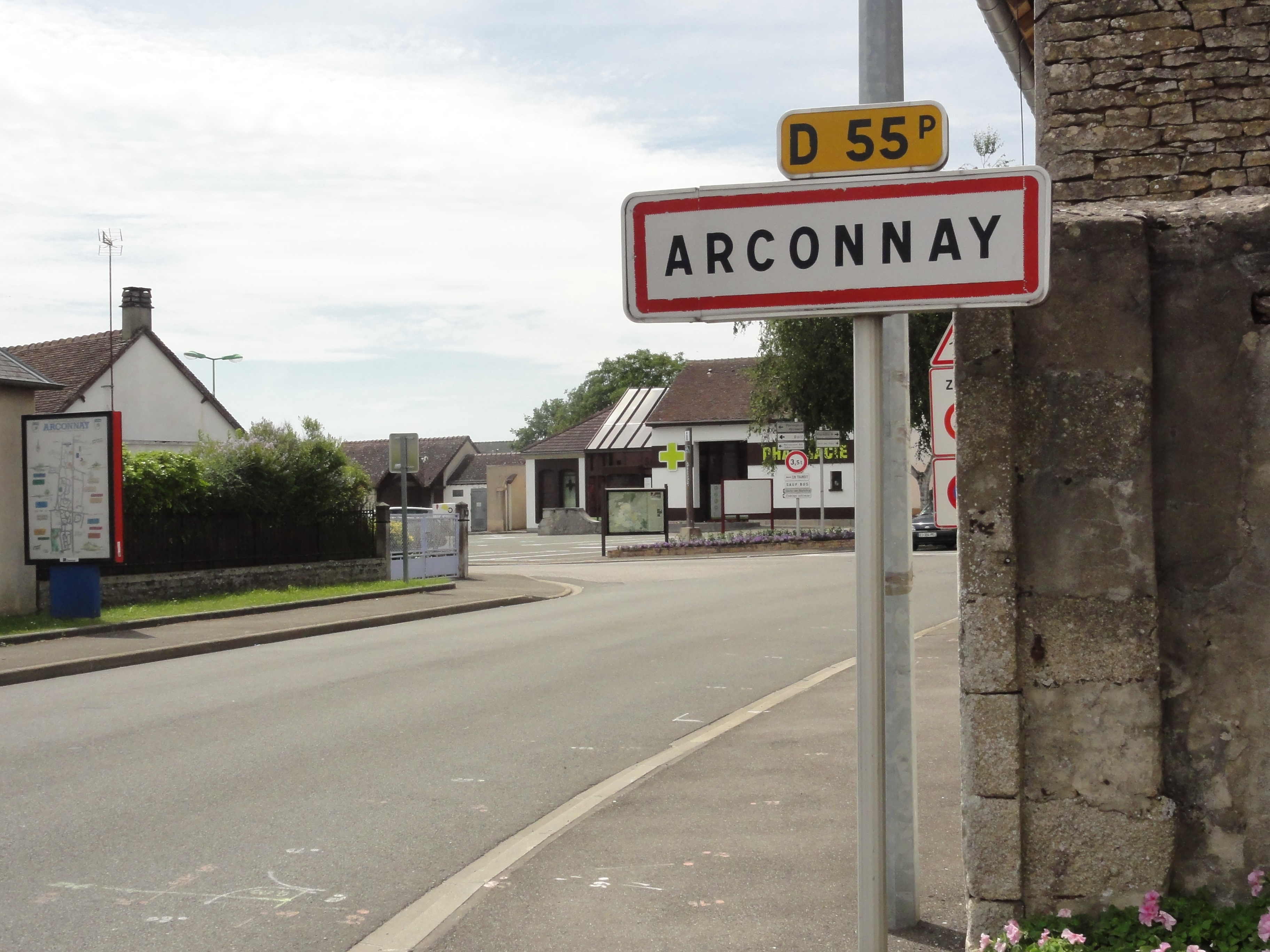
Entrée d'Arçonnay.
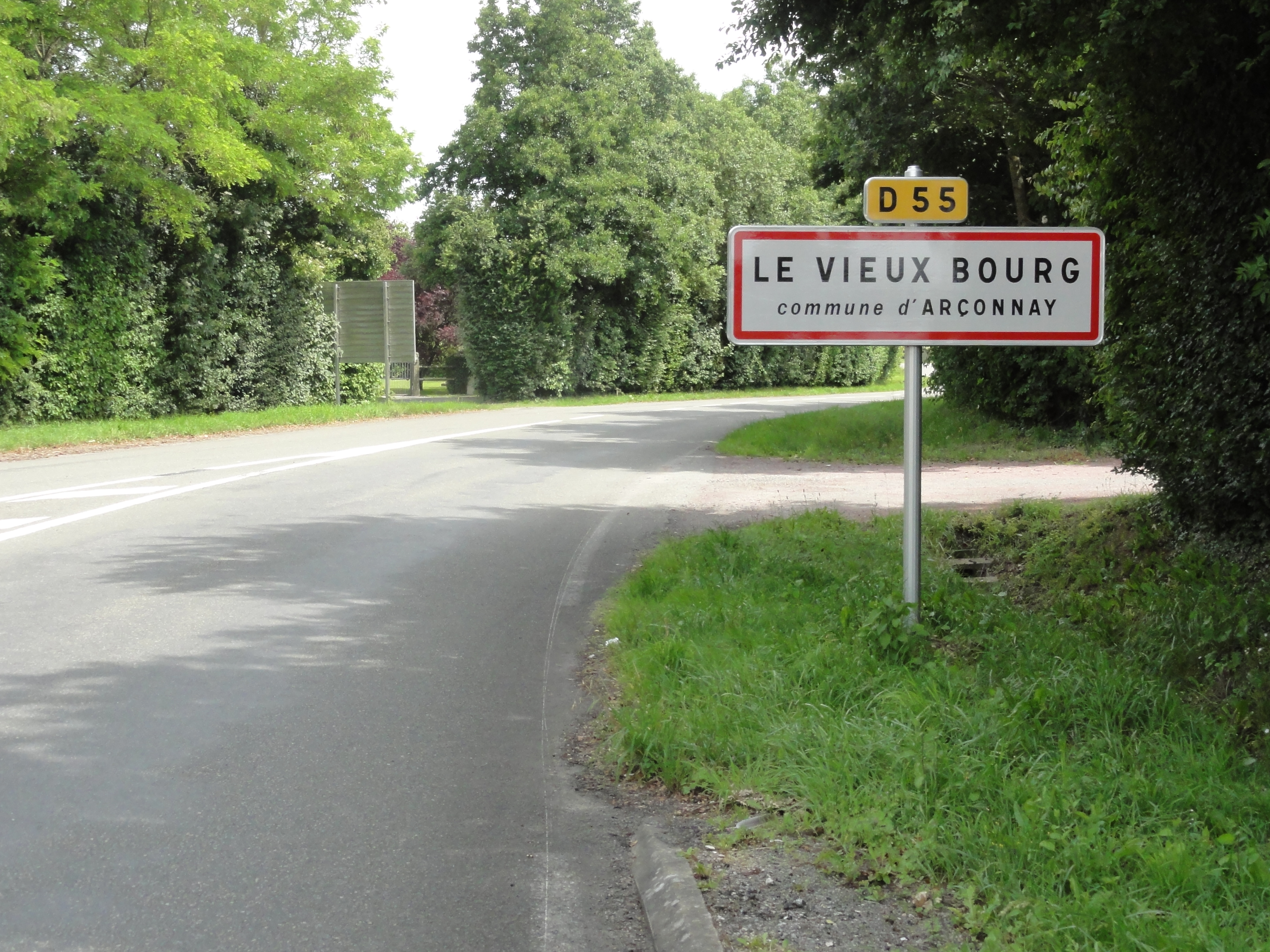
Entrée du Vieux Bourg.

### Climat
Pour des articles plus généraux, voir Climat des Pays de la Loire et Climat de la Sarthe.
En 2010, le climat de la commune est de type climat océanique dégradé des plaines du Centre et du Nord, selon une étude du CNRS s'appuyant sur une série de données couvrant la période 1971-2000. En 2020, Météo-France publie une typologie des climats de la France métropolitaine dans laquelle la commune est dans une zone de transition entre le climat océanique et le climat océanique altéré et est dans la région climatique Normandie (Cotentin, Orne), caractérisée par une pluviométrie relativement élevée (850 mm/a) et un été frais (15,5 °C) et venté.
Pour la période 1971-2000, la température annuelle moyenne est de 10,6 °C, avec une amplitude thermique annuelle de 14 °C. Le cumul annuel moyen de précipitations est de 748 mm, avec 12,1 jours de précipitations en janvier et 7,5 jours en juillet. Pour la période 1991-2020, la température moyenne annuelle observée sur la station météorologique de Météo-France la plus proche, « Alençon - Valframbert », sur la commune d'Alençon à 4 km à vol d'oiseau, est de 11,3 °C et le cumul annuel moyen de précipitations est de 743,7 mm,. Pour l'avenir, les paramètres climatiques de la commune estimés pour 2050 selon différents scénarios d'émission de gaz à effet de serre sont consultables sur un site dédié publié par Météo-France en novembre 2022.

## Urbanisme

### Typologie
Au 1er janvier 2024, Arçonnay est catégorisée ceinture urbaine, selon la nouvelle grille communale de densité à sept niveaux définie par l'Insee en 2022.
Elle appartient à l'unité urbaine d'Alençon, une agglomération inter-régionale regroupant huit  communes, dont elle est une commune de la banlieue,,. Par ailleurs la commune fait partie de l'aire d'attraction d'Alençon, dont elle est une commune de la couronne,. Cette aire, qui regroupe 89 communes, est catégorisée dans les aires de 50 000 à moins de 200 000 habitants,.

### Occupation des sols
L'occupation des sols de la commune, telle qu'elle ressort de la base de données européenne d’occupation biophysique des sols Corine Land Cover (CLC), est marquée par l'importance des territoires agricoles (65,6 % en 2018), en diminution par rapport à 1990 (71,9 %). La répartition détaillée en 2018 est la suivante : 
terres arables (45,8 %), zones urbanisées (21,3 %), prairies (14,8 %), forêts (5,7 %), zones agricoles hétérogènes (5 %), espaces verts artificialisés, non agricoles (4,7 %), zones industrielles ou commerciales et réseaux de communication (2,7 %). L'évolution de l’occupation des sols de la commune et de ses infrastructures peut être observée sur les différentes représentations cartographiques du territoire : la carte de Cassini (XVIIIe siècle), la carte d'état-major (1820-1866) et les cartes ou photos aériennes de l'IGN pour la période actuelle (1950 à aujourd'hui).

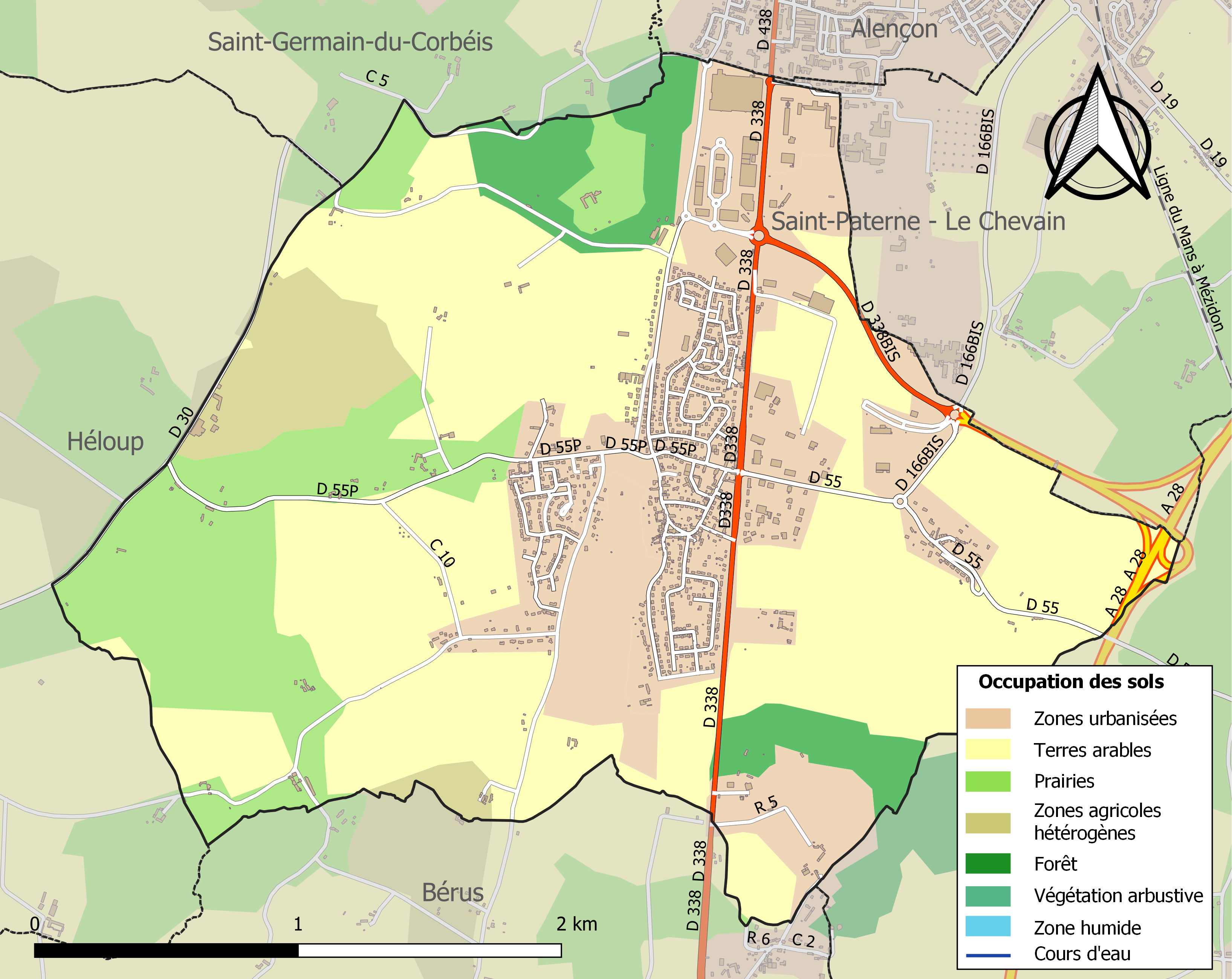
Carte des infrastructures et de l'occupation des sols de la commune en 2018 (CLC).

## Toponymie
Le nom d'Arçonnay aurait une origine gallo-romaine. Il viendrait de arx (« palais ») et de çon (« forteresse »)[réf. nécessaire].
Le gentilé est Arçonnéen.

## Histoire
Une première église édifiée à l'endroit appelé maintenant le Vieux Bourg a été consacrée à la fin du XIIIe siècle par l'évêque Jean de Chanlay.
Arçonnay était autrefois du doyenné de Lignière, de l'archidoyenné de Saonois, du diocèse et de l'élection du Mans.
La seigneurie de paroisse, attachée à la terre et château de Maleffre, appartenait à la maison Paulmier du Bouillon. Maleffre était un château fortifié, entouré de douves.
La paroisse possédait plusieurs autres fiefs, tels que la Chevalerie et Bois Margot. Le territoire d'Arçonnay s'est étendu jusqu'à la Sarthe, laquelle constituait la limite entre le Maine et la Normandie, incluant ainsi l'actuel quartier de Montsort.
La construction, par l'abbé Drouin, de l'église actuelle au hameau de Saint-Blaise, s'est achevée en 1848.
1711. Note. « Cette présente année il tomba une si grande quantité de neiges sur la terre qui était gelée que venant à fondre dans un jour et demi, elles causèrent des débordements si furieux que de vie d'homme, les eaux n'avaient été si grandes; elles remplirent les maisons de ce bourg et elles vinrent jusqu'au portail de ce presbytère et passèrent par-dessus le pont du Petit-Moulin d'Alençon et causèrent partout des pertes considérables, etc. » (Inventaire de la Sarthe 1870 T1 p290)
— « Le 7e jour d'octobre en cette présente année 1711, sur les 8 heures du soir est arrivé en un quart d'heure de temps un double tremblement de terre à Alençon et en cette paroisse et plusieurs autres, ne sachant pour le présent, s'il s'est fait sentirplusloin. Le château d'Alençon et les maisons en eurent de rudes secousses. »(Inventaire de la Sarthe 1870 T1 p290)

## Politique et administration
Le conseil municipal est composé de dix-neuf membres dont le maire et quatre adjoints.

## Population et société

### Démographie
L'évolution du nombre d'habitants est connue à travers les recensements de la population effectués dans la commune depuis 1793. Pour les communes de moins de 10 000 habitants, une enquête de recensement portant sur toute la population est réalisée tous les cinq ans, les populations de référence des années intermédiaires étant quant à elles estimées par interpolation ou extrapolation. Pour la commune, le premier recensement exhaustif entrant dans le cadre du nouveau dispositif a été réalisé en 2006.
En 2022, la commune comptait 1 897 habitants, en évolution de +3,04 % par rapport à 2016 (Sarthe : −0,25 %, France hors Mayotte : +2,11 %).
| 1793 | 1800 | 1806 | 1821 | 1831 | 1836 | 1841 | 1846 | 1851 |
| ---- | ---- | ---- | ---- | ---- | ---- | ---- | ---- | ---- |
| 406  | 390  | 460  | 496  | 524  | 550  | 561  | 609  | 612  |

| 1856 | 1861 | 1866 | 1872 | 1876 | 1881 | 1886 | 1891 | 1896 |
| ---- | ---- | ---- | ---- | ---- | ---- | ---- | ---- | ---- |
| 635  | 629  | 600  | 523  | 542  | 510  | 522  | 488  | 430  |

| 1901 | 1906 | 1911 | 1921 | 1926 | 1931 | 1936 | 1946 | 1954 |
| ---- | ---- | ---- | ---- | ---- | ---- | ---- | ---- | ---- |
| 438  | 458  | 405  | 370  | 314  | 324  | 326  | 372  | 428  |

| 1962 | 1968 | 1975  | 1982  | 1990  | 1999  | 2006  | 2011  | 2016  |
| ---- | ---- | ----- | ----- | ----- | ----- | ----- | ----- | ----- |
| 507  | 611  | 1 040 | 1 488 | 1 752 | 1 837 | 1 911 | 1 843 | 1 841 |

| 2021  | 2022  | - | - | - | - | - | - | - |
| ----- | ----- | - | - | - | - | - | - | - |
| 1 890 | 1 897 | - | - | - | - | - | - | - |

### Vie culturelle

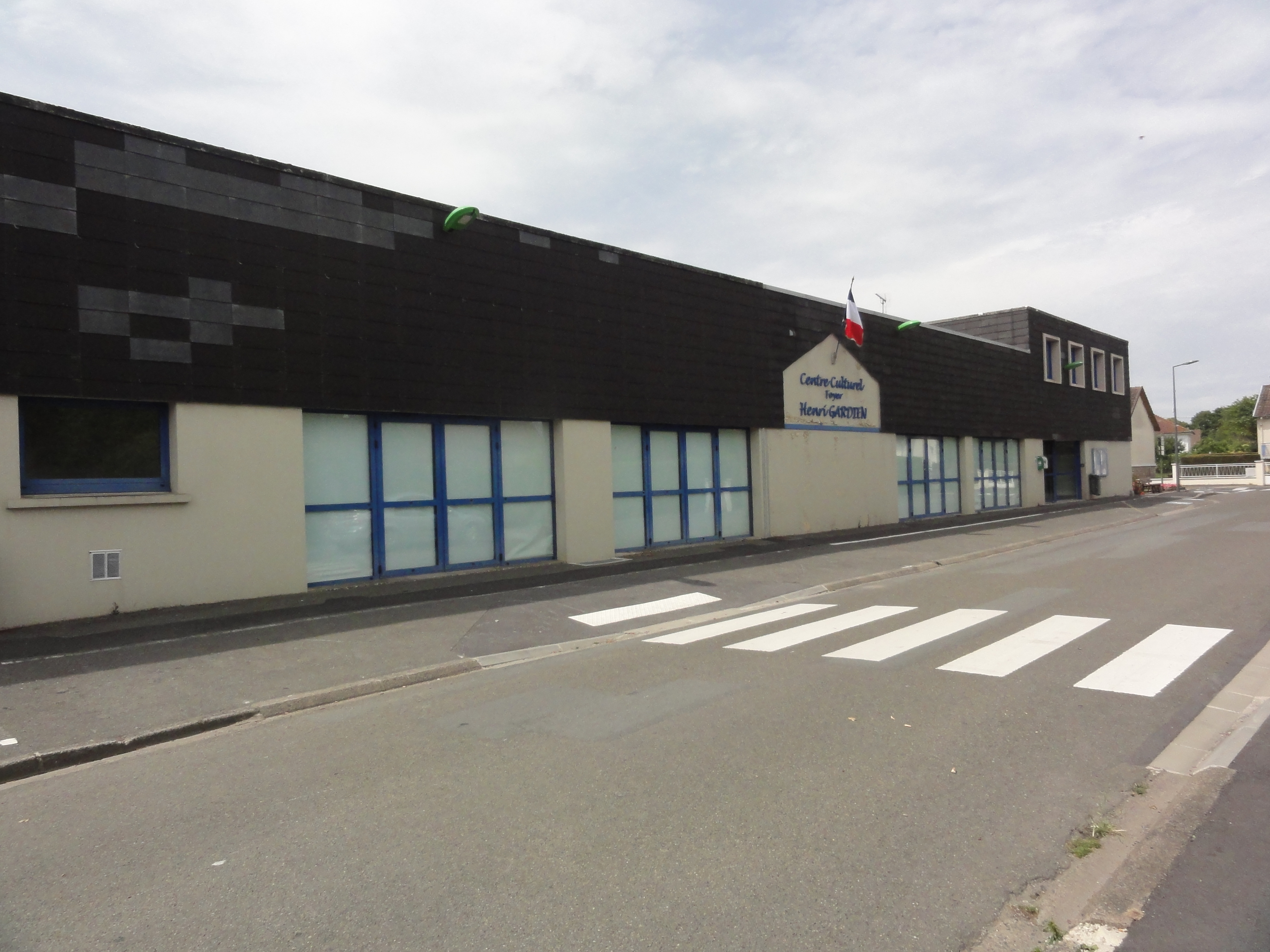
Centre culturel foyer Henri Gardien

- Centre culturel foyer Henri Gardien.
- Association Art Çonnay
- Association Temps Danse d’Arçonnay.

### Sports
- Le Football Club d'Arçonnay fait évoluer deux équipes de football en divisions de district[22].

## Culture locale et patrimoine

### Lieux et monuments
- Église Saint-Germain de 1848 construite avec les ruines de l'ancienne église Saint-Germain du  XIIIe siècle, qui avait été érigé au Vieux-Bourg. L'église actuelle se situe sur l'emplacement d'une chapelle de secours qui avait été érigée au commencement du XVIe siècle, par un seigneur de Maleffre, Jacques du Bouchet. Cette chapelle avec son cimetière qui l'entourait, existait encore au début du XVIIIe siècle[23].
- Le monument aux morts avec la stèle du souvenir.
- Château et parc de la Chevallerie.
- Château de Maleffre.
- Golf « d'Alençon en Arçonnais ».
- Parc naturel Gué de Gesnes
- La Voie Antique au Vieux Bourg, un des lieux du Roman comique de Paul Scarron.

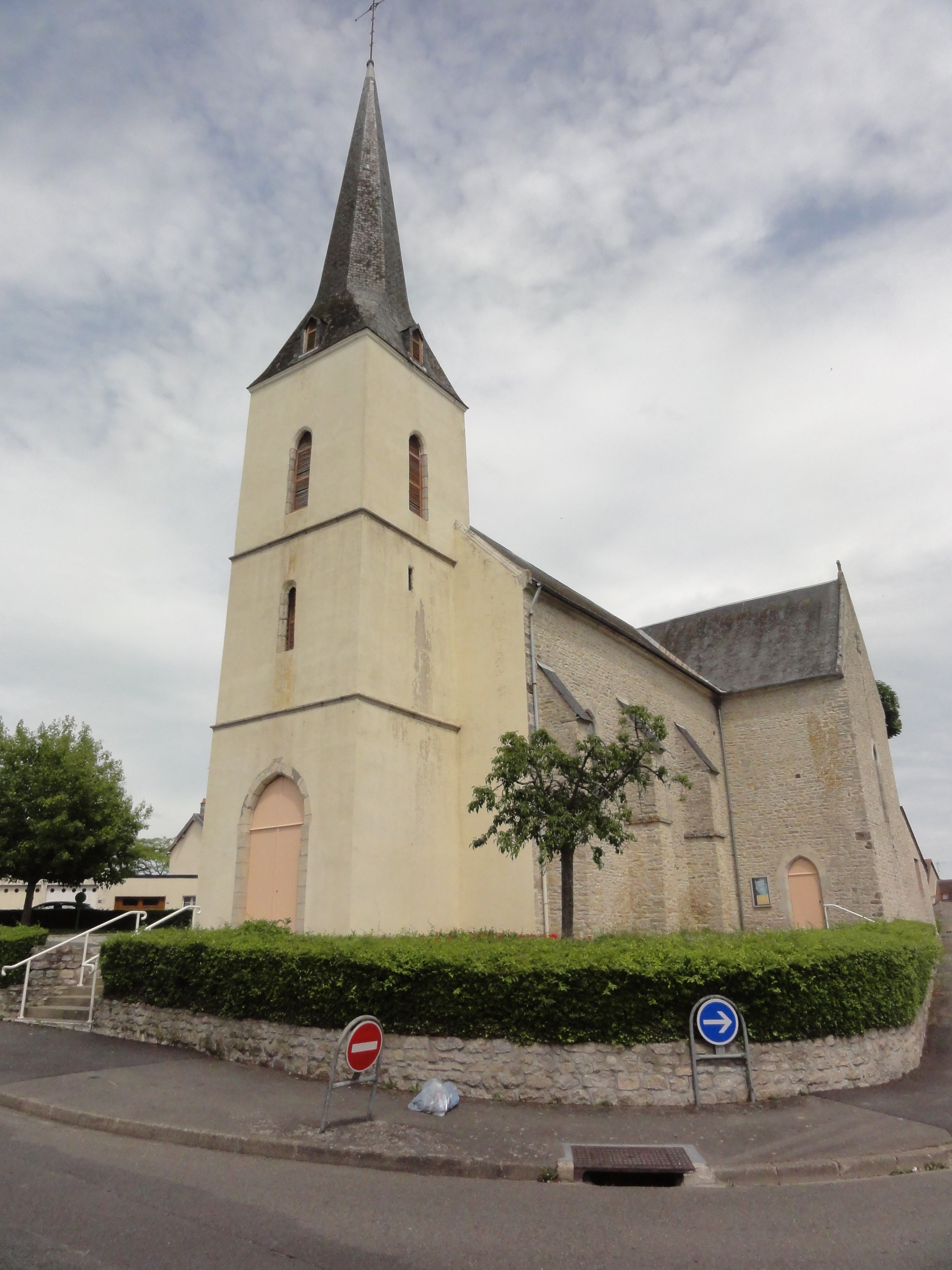
L'église Saint-Germain.
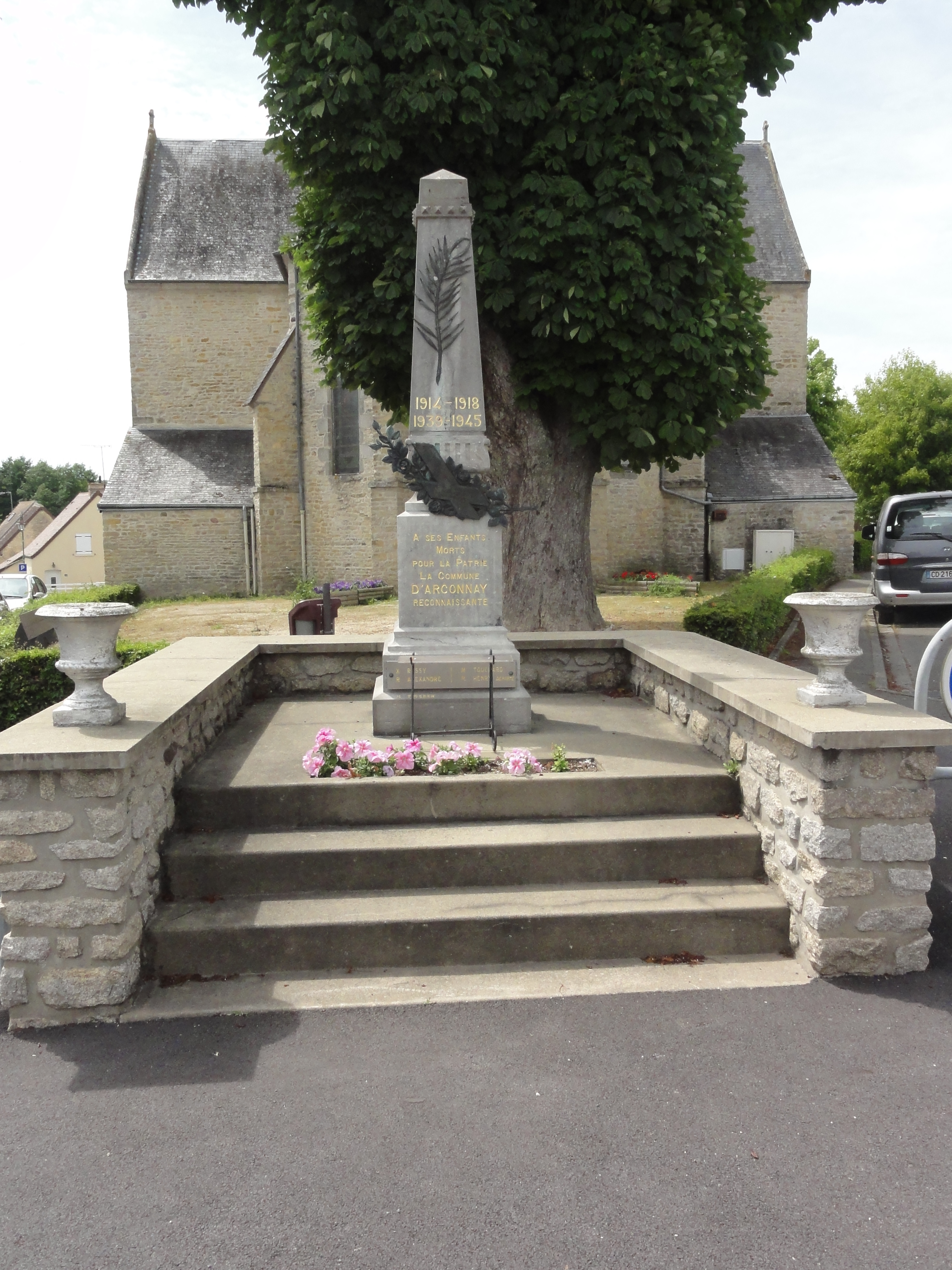
Le monument aux morts.
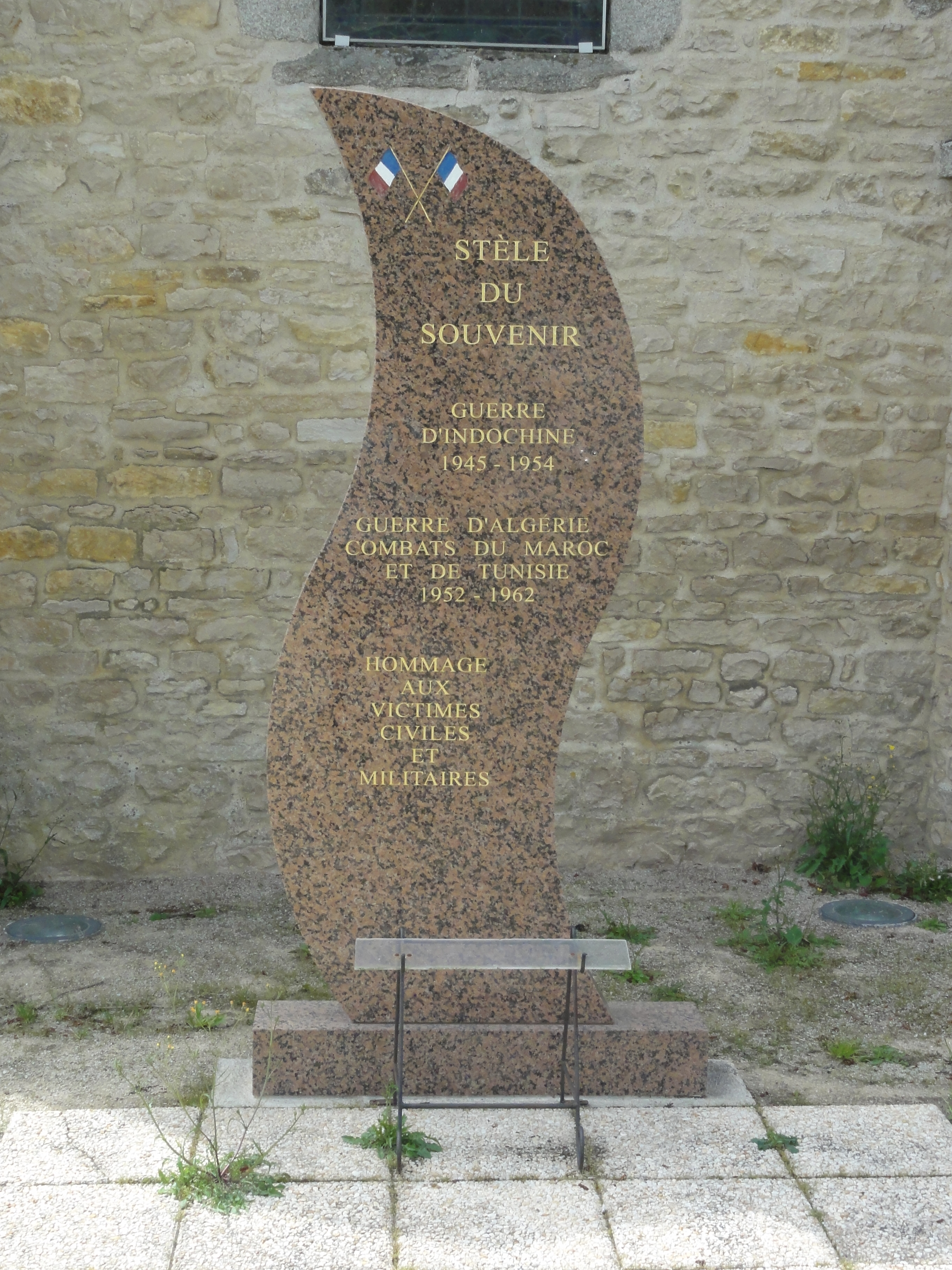
La stèle du Souvenir.
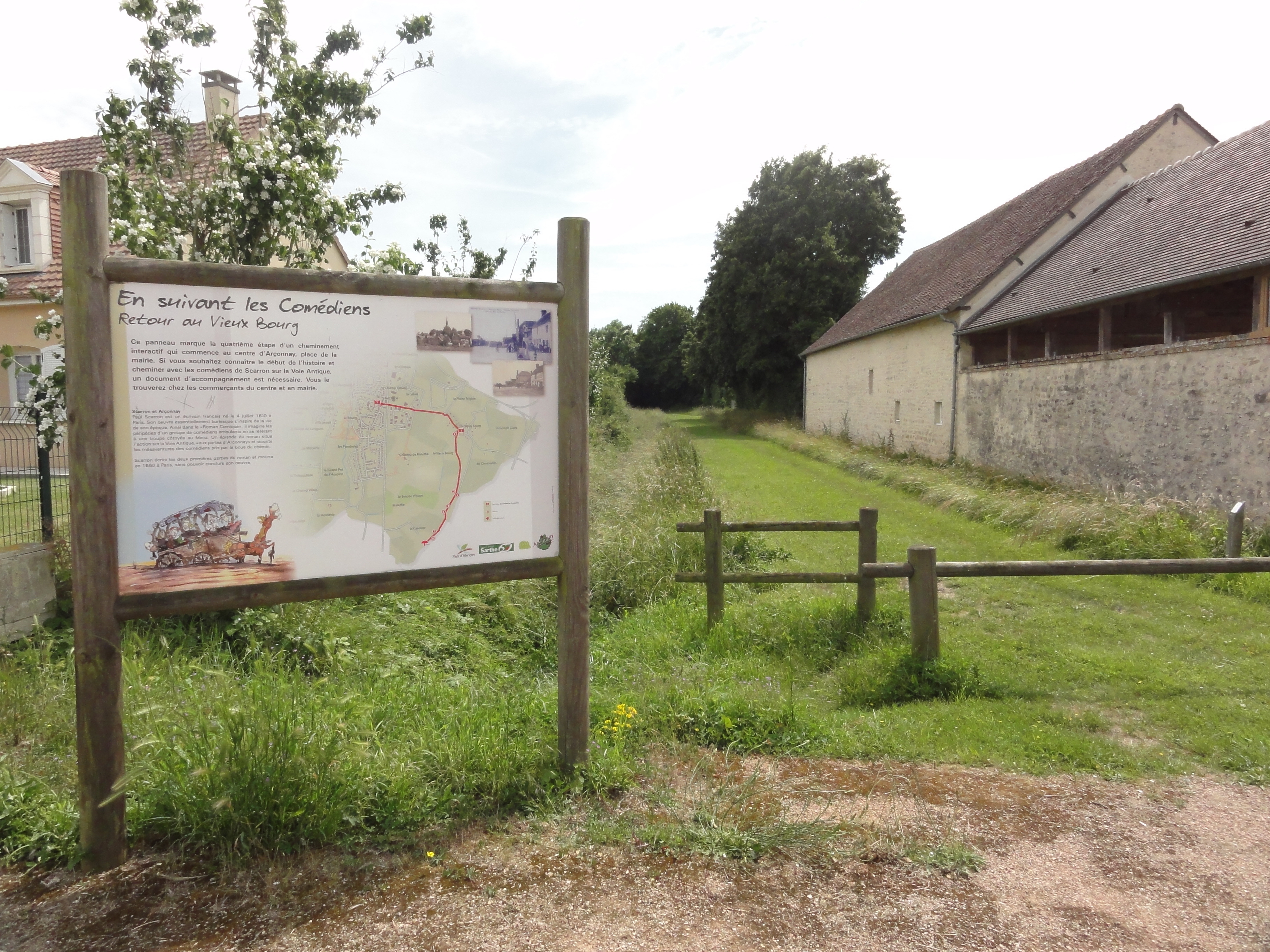
La Voie Antique au Vieux Bourg.

### Personnalités liées à la commune
- Jean-Baptiste Bourguignon d'Anville (1697-1782), géographe du roi Louis XV, membre de l'Académie des inscriptions et belles lettres. Le château de la Chevallerie situé sur la commune était sa résidence de chasse et conserve dans sa cour d'honneur une belle statue de Jean-Baptiste d'Anville.

### Héraldique
| Blason de Arçonnay | Blason  | D'argent à la hure de sanglier de sable, au chef de sinople chargé de trois merlettes du champ. |
| Blason de Arçonnay | Détails |                                                                                                 |